# Földes
Földes é uma vila da Hungria, situada no condado de Hajdú-Bihar. Tem 65,24 km² de área e sua população em 2019 foi estimada em 3.980 habitantes.